# Empresa Nacional de Petróleos de Tarragona
La Empresa Nacional de Petróleos de Tarragona (ENTASA) fue una empresa española de carácter estatal, perteneciente al sector petroquímico. Constituida en 1971 para poner en marcha la construcción de una planta de refinado de petróleo en Tarragona, la empresa tuvo sin embargo una corta existencia.

## Historia
ENTASA se constituyó en 1971 por iniciativa del Instituto Nacional de Industria (INI), al que se había encomendado que levantara una refinería de petróleos en la provincia de Tarragona. En sus inicios la empresa estaba participada mayoritariamente por el INI, aunque también tenían una presencia considerable la Unión Explosivos Río Tinto (ERT) y diversos grupos bancarios españoles. Las obras de la planta de refinado, que estaría situada en las inmediaciones del casco urbano de Tarragona, se iniciaron en 1973. Sin embargo, no sería ENTASA quien inaugurara las instalaciones. En 1974 se decretó la fusión de las empresas ENCASO, ENTASA y REPESA —todas ellas bajo control estatal— para dar lugar a la nueva Empresa Nacional de Petróleos (ENPETROL).